# Saint Vincent címere

Saint Vincent címere

Saint Vincent címere egy aranyszínű, díszkeretes fehér pajzs, amelynek alsó része zöld, és két istennőtt ábrázoltak rajta egy oltár mellett. Az egyik tüzet gyújt, a másik egy olajágat tart. A pajzs felett gyapotszálat ábrázoltak, alul egy szalagra írták fel az ország mottóját: „Pax et Justicia” (Béke és igazság).